# Pavel Badea
Pavel Badea (* 10. červen 1967) je bývalý rumunský fotbalista.

## Reprezentační kariéra
Pavel Badea odehrál za rumunský národní tým v letech 1990–1992 celkem 9 reprezentačních utkání a vstřelil v nich 2 góly.

## Statistiky
| Rumunsko | Rumunsko | Rumunsko |
| Roky     | Zápasů   | Gólů     |
| -------- | -------- | -------- |
| 1990     | 3        | 1        |
| 1991     | 4        | 0        |
| 1992     | 2        | 1        |
| Celkem   | 9        | 2        |